# Espremedora

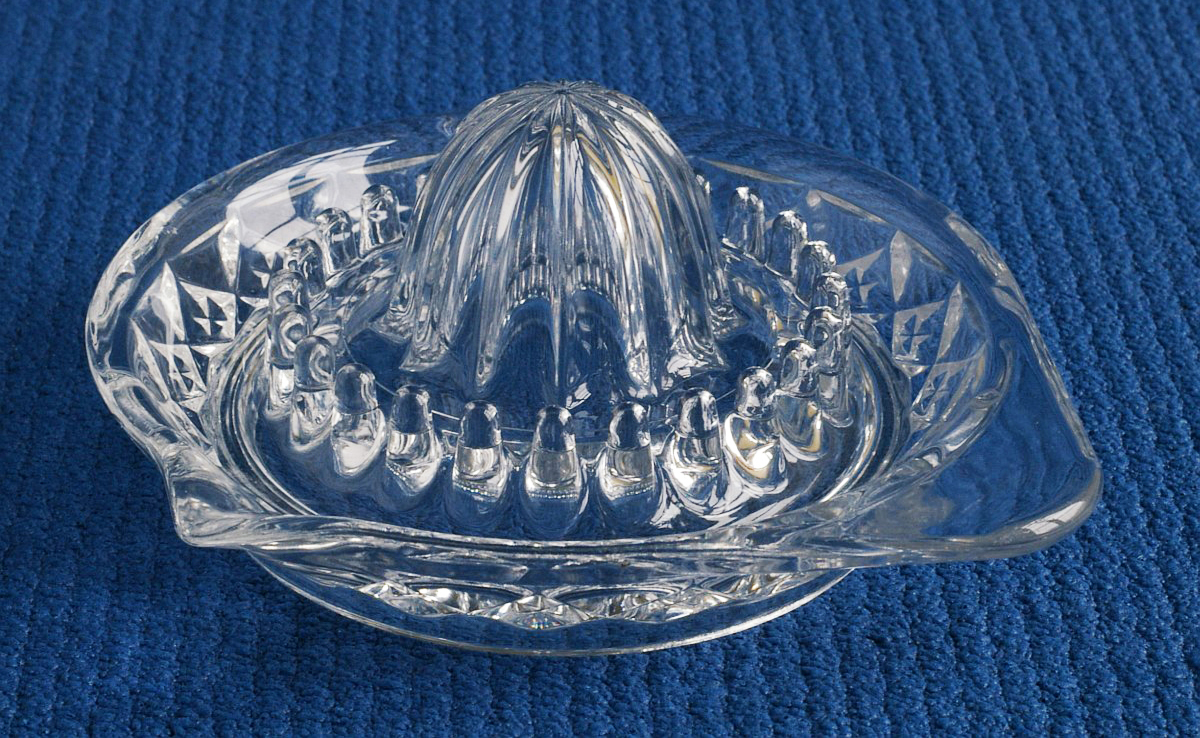
Figura 1: espremedora manual de vidre.

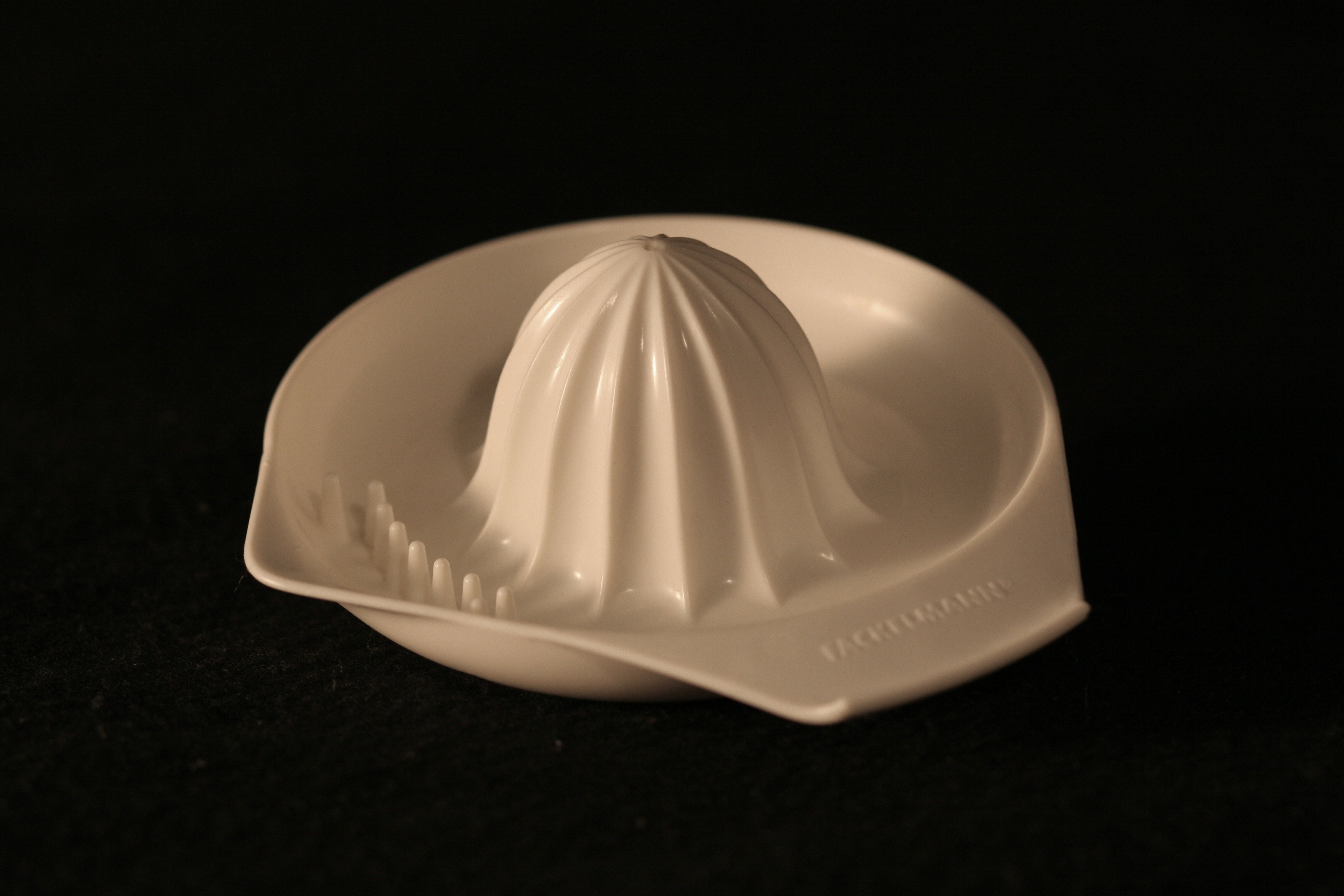
Figura 2: espremedora d'una peça de plàstic.

Una espremedora és un estri de cuina que permet separar el suc dels cítrics (taronges, llimones, mandarines, aranges i similars) mitjançant la pressió.
La pràctica d'esprémer el suc dels cítrics és tan antiga com el seu conreu. Hi ha referències literàries prou representatives. Jaume Roig, en la seva obra Espill, aconsellava:
| «                               | ...mai haureu suc, si no feneu e no espremeu fort la taronja. | » |
| — Jaume Roig. Espill (c. 1460). |                                                               |   |

## Introducció
Cada peça de cítric consta de diversos grills o gallons formats per una munió de petites cel·les plenes de suc. La membrana d'aquests alvèols és molt prima i fàcil de trencar. A més, la forma fusiforme dels alvèols no és la més adequada per a resistir la pressió interna. És relativament fàcil esprémer amb la mà una taronja tallada per la meitat, però una espremedora facilita l'operació i augmenta la quantitat de suc obtinguda.
|  |  |

## Espremedores manuals
En les espremedores manuals el moviment i la pressió s'exerceixen manualment. L'aparell reposa sobre una taula o un taulell. La peça de fruita que hom vol esprémer es talla per la meitat. Una de les meitats tallades s'agafa amb la mà dreta (les persones esquerranes amb l'esquerra) i s'aplica contra l'espremedora, fent pressió i girant al mateix temps. El moviment pot ser giratori i alternatiu. La polpa es va esclafant de manera progressiva i el suc es va separant i caient a la part més baixa de l'espremedora. Quan només queda la pell l'operació està acabada.

### Formes habituals
La disposició més senzilla consta d'una peça única (vegeu figura 1), amb una cúpula de pressió, una barrera a mena de filtre i una base circular que fa de suport del conjunt i de recipient per al suc. La base pot tenir una pestanya-agafador i un bec per a vessar el suc a un altre recipient.
A més de la versió senzilla hi ha espremedores que consten de diverses peces. Les funcions bàsiques de rebre la pressió (cúpula de pressió), filtratge (filtre) i contenir el suc obtingut (dipòsit per al suc) poden efectuar-se amb peces separades. Cada peça pot efectuar dues funcions. Són típiques les espremedores de dues peces: la peça superior integra la cúpula de pressió i el filtre; la peça inferior és la base i pot contenir suc. La part superior encaixa amb la inferior. Ambdues peces poden separar-se fàcilment i rentar-se per separat.
Hi ha espremedores que tenen una peça suplementària, una “contra-cúpula” femella que permet pressionar la mitja peça de cítric de forma uniforme (distribuint la pressió de la mà sobre la peça espremuda).

## Espremedores elèctriques

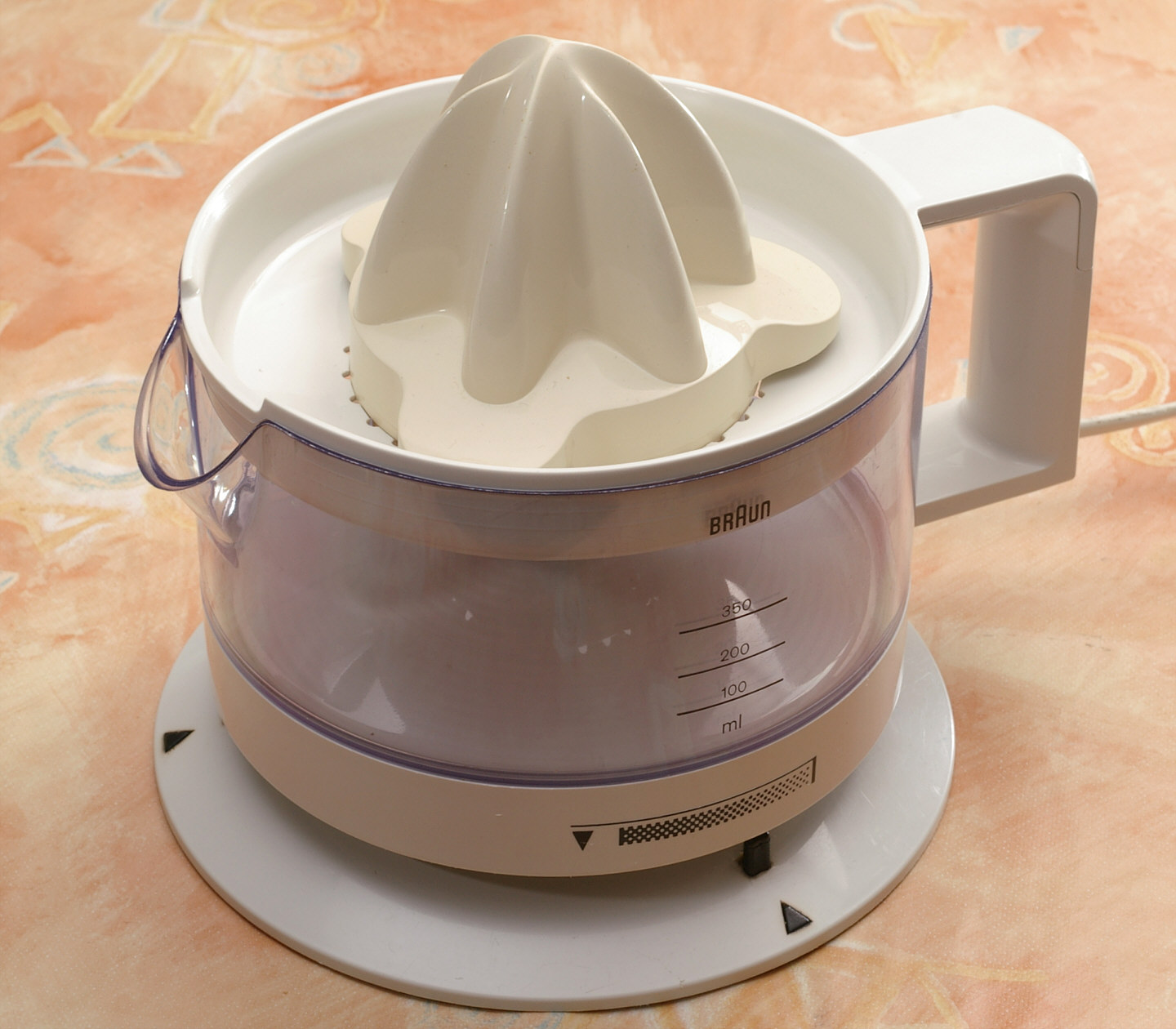
Espremedora elèctrica.

### Casolanes
Les espremedores elèctriques són molt semblants a les manuals. De fet l'única acció mecànica és el gir de la cúpula de pressió mitjançant un motor elèctric. L'usuari ha d'agafar i pressionar la mitja peça de cítric amb la mà. Val a dir que és més fàcil efectuar una acció simple (prémer) que una acció combinada (prémer i girar).

### Comercials
Per a la venda de sucs en locals públics hi ha màquines elèctriques automàtiques que poden proporcionar una gran quantitat de suc. Les dimensions i preu d'aquestes màquines són adequades per a negocis públics però no les fan aconsellables per a les llars.
|  |  |

## Altres sistemes
A més del sistema més conegut, exposat més amunt, hi ha dos sistemes més:
- les premses espremedores
- els dispositius trepadors amb filtre

### Premses espremedores
Les espremedores de premsa es basen en comprimir mitges peces de cítric entre una “cúpula de pressió” (peça mascle) i una “contra-cúpula”(peça femella). La compressió pot ser directa (fent palanca amb dos mànecs), amb una palanca separada, amb una maneta giratòria (i un cargol de rosca), amb un volant (i un cargol de rosca) o sistemes similars.

#### Cúpula i contra-cúpula
En les premses per a cítrics “universals”, aptes per a diversos cítrics, aquestes superfícies que premen directament la peça de cítric tenen una forma de mig elipsoide o de con arrodonit. Les premses especialitzades per a cítrics esfèriques poden tenir superfícies de forma semi-esfèrica. En tots els casos les cúpules poden tenir nervis, canals o forats.

### Dispositius trepadors
Els dispositius trepadors o espremedors interns són tubs de paret prima i amb forats, que tenen una rosca externa. El seu funcionament és molt fàcil. A partir d'una peça sencera de cítric, hom talla un petit casquet de la pell (perpendicular als grillons). El dispositiu s'introdueix per la part sense pell i es fa girar, roscant-lo cap a l'interior de la fruita. A mesura que el volum del dispositiu va entrant, va esprement la peça. El suc passa a la part interna del dispositiu (a través dels forats indicats anteriorment).
- Per a obtenir un bon aprofitament cal esprémer la fruita exteriorment.
- Hi ha dispositius que incorporen un sistema de polvoritzador de suc, un cop obtingut i reposant a l'interior del tub.

|  |  |  |  |

|  |  |  |  |

|  |  |  |